# 구라시키역
구라시키역(일본어: 倉敷駅)는 일본 오카야마현 구라시키시에 있는 서일본 여객철도의 철도역이다.

## 타는 곳
3면 5선 구조의 지상역이다. 1 ~ 3번선 승강장은 산요 본선, 4·5번선은 하쿠비 선 열차가 사용한다. 2번선은 회송 열차, 임시 열차, 미즈시마 임해 철도로 들어가는 화물 열차 등이 이용한다. 이 밖에, 승강장이 없는 여러 개의 측선이 존재한다.
역장과 역무원이 배치된 직영역으로, 산요 본선의 기타나가세역, 니와세역, 나카쇼역, 니시아치역을 관리하고 있다.
이코카 및 제휴 교통카드의 사용이 가능하다.

### 승강장
| 1 | ■산요 본선 | 신쿠라시키 · 가사오카 · 후쿠야마 방면                        |          |
| 2 | (예비용)   | (예비용)                                                     | (예비용) |
| 3 | ■산요 본선 | 오카야마 · 와케 · 아이오이 방면 (아코 선 직통) 반슈아코 방면 |          |
| 4 | ■하쿠비 선 | 소자 · 빗추타카하시 · 니미 방면                              |          |
| 5 | ■하쿠비 선 | 오카야마 · 와케 · 아이오이 · 반슈아코 방면                   |          |

## 역세권 정보
- 구 구라시키 티볼리 공원 지역 - 상업시설 및 구라시키 미라이 공원으로 재개발되었다.

## 역사
- 1891년 4월 25일 - 산요 철도 오카야마 역 ~ 구라시키 역 구간의 개통과 동시에 개업.
- 1906년 12월 1일 - 국유화에 따라 일본국유철도의 소속이 되었다.
- 1925년 2월 17일 - 하쿠비 선이 개업하여 환승역이 되었다.
- 1987년 4월 1일 - 민영화에 따라 서일본 여객철도의 소속이 되었다.

## 인접역
| 서일본 여객철도 산요 본선 | 서일본 여객철도 산요 본선 | 서일본 여객철도 산요 본선   |
| ------------------------- | ------------------------- | --------------------------- |
| 오카야마 방면             | ■ 쾌속                    | 신쿠라시키 후쿠야마 방면    |
| 나카쇼 오카야마 방면      | ■ 보통                    | 니시아치 후쿠야마 방면      |
| 서일본 여객철도 하쿠비 선 |                           |                             |
| 나카쇼 오카야마 방면      | ■ 하쿠비 선               | 기요네 니미·호키다이센 방면 |